# Koeficijent uspješnosti klubova za Hrvatski nogometni kup
Koeficijent uspješnosti klubova za Hrvatski nogometni kup utvrđuje se bodovanjem od šesnaestine završnice Hrvatskog nogometnog kupa u kojoj sudjeluju 32 kluba. Koeficijent uspješnosti utvrđuje se na kraju svake natjecateljske godine. Utvrđivanje natjecateljskih brojeva klubova sudionika šesnaestine završnice HNK-a u predstojećoj natjecateljskoj godini radi se temeljem zbroja koeficijenata uspješnosti u zadnjih pet godina. Klubovi koji imaju isti koeficijent uspješnosti dobivaju svoj natjecateljski broj prema kriterijima: viši razred natjecanja, bolje plasirani klub u istom razredu natjecanja i ždrijeb.

## Načelo bodovanja
Prema Glasniku HNS-a
| krug natjecanja       | bodovi |
| --------------------- | ------ |
| šesnaestina završnice | 1      |
| osmina završnice      | 2      |
| četvrtzavršnica       | 4      |
| poluzavršnica         | 8      |
| završnica             | 16     |
| pobjednik             | 32     |

## Određivanje parova
U šesnaestini i osmini završnice Hrvatskog nogometnog kupa parovi se određuju načelom najudaljenijih natjecateljskih brojeva (1-32, 2-31, 3-30 ...). Klubovi pobjednici šesnaestine završnice zadržavaju svoj natjecateljski broj. Od četvrtzavršnice natjecateljski parovi određuju se ždrijebom, neovisno o snazi klubova.